# فرودگاه دریاچه هچیت
فرودگاه دریاچه هچیت (به انگلیسی: Hatchet Lake Airport) یک فرودگاه همگانی با کد یاتا YDJ است که یک باند فرود صخره‌ای دارد و طول باند آن ۱۷۷۵ متر است. این فرودگاه در کشور کانادا قرار دارد و در ارتفاع ۴۱۸ متری از سطح دریا واقع شده‌است.